# Robin Atkin Downes
Robin Atkin Downes (Londres, 6 de setembro de 1976) é um ator e dublador inglês conhecido por seu trabalho em animação e videogames.

## Biografia
Downes nasceu em Londres. Ele obteve um MFA (Mestre em Belas Artes) da Temple University na Filadélfia.

## Carreira
Downes dublou personagens em filmes de animação como Ack em Como Treinar o Seu Dragão, David na dublagem inglesa de Steamboy, e Manchester Black em Superman vs. A Elite. Seus papéis live-action na televisão incluem Pockla em Angel, Byron e Morann em Babylon 5, e Machida em Buffy the Vampire Slayer, enquanto seu trabalho de voz na televisão inclui The Master em The Strain e vários papéis em Regular Show, Star Wars: The Clone Wars, Os Vingadores: Os Heróis Mais Poderosos da Terra e ThunderCats.
Os papéis de Downes nos videogames incluem vários personagens em Gears of War e Metal Gear, Travis Touchdown em No More Heroes, Captain Slag em Ratchet & Clank, uma voz selecionável para o protagonista masculino em Saints Row: The Third, o Medic em Team Fortress 2, Spider in Destiny 2: Forsaken, o Prophet of Regret em Halo 2, Brynjolf em Skyrim, Robert em The Last of Us, Capitão Conrad Roth em Tomb Raider, vários personagens da franquia Uncharted, The Prince em Prince of Persia: Warrior Within, e Cyclops e Pyro em X-Men Legends.
Downes mantém um canal pessoal no YouTube, no qual carrega cenas dos bastidores de seu trabalho ao longo dos anos e dublagens de seus personagens para os fãs.
Em julho de 2021, Downes dublou Cham Syndulla em Star Wars: The Bad Batch. Downes já havia dublado o personagem em Star Wars: The Clone Wars e Star Wars Rebels.

## Vida Pessoal
Downes casou-se com a atriz americana Michael Ann Young em 6 de novembro de 2004. Eles moram em Los Angeles e têm uma filha chamada Natasha.

## Filmografia

### Dublagem

#### Longas-metragens
| Ano  | Título                                     | Papel                 | Notas              | Referência |
| ---- | ------------------------------------------ | --------------------- | ------------------ | ---------- |
| 2005 | Steamboy                                   | David                 | Dublagem em Inglês | Roteiro    |
| 2005 | Garfield: A Tail of Two Kitties            | Vozes adicionais      |                    | Roteiro    |
| 2008 | Meet the Spartans                          | Narrador              | Não Creditado      | Roteiro    |
| 2008 | Disaster Movie                             | Emergency Broadcaster |                    | [ 10 ]     |
| 2008 | The Tale of Despereaux                     | The Cat               | Não Creditado      | Roteiro    |
| 2009 | Transformers: Revenge of the Fallen        | Prime #3              |                    | [ 10 ]     |
| 2010 | How to Train Your Dragon                   | Ack                   |                    | Roteiro    |
| 2012 | Battleship                                 | Soccer Announcers     |                    | [ 10 ]     |
| 2012 | Prometheus                                 | Ship Computer Voices  |                    | Roteiro    |
| 2013 | Hansel & Gretel: Witch Hunters             | Edward                |                    | Roteiro    |
| 2013 | Jack the Giant Slayer                      | ADR Loop Group        |                    | Roteiro    |
| 2014 | Postman Pat: The Movie                     | Simon Cowbell         |                    |            |
| 2016 | Batman v Superman: Dawn of Justice         | Doomsday              |                    | Roteiro    |
| 2016 | The Conjuring 2                            | Demon Voice           |                    | [ 10 ]     |
| 2016 | Suicide Squad                              | Angelo                |                    | Roteiro    |
| 2018 | Incredibles 2                              | Vozes adicionais      |                    |            |
| 2019 | How to Train Your Dragon: The Hidden World | Ack                   |                    | [ 14 ]     |
| 2019 | Frozen II                                  | Vozes adicionais      |                    | [ 15 ]     |

#### Direct-to-video e filmes de televisão
| Ano  | Título                                      | Papel                           | Notas                         | Referência   |
| ---- | ------------------------------------------- | ------------------------------- | ----------------------------- | ------------ |
| 1999 | Babylon Park: Frightspace                   | Lillard, Steve, Byakhee (vozes) | Curta                         | [ 16 ]       |
| 2000 | Babylon Park: Grudgematch                   | Gaiman (voz)                    | Curta Direct-to-video         | [ 17 ]       |
| 2004 | Barbie as the Princess and the Pauper       | Vozes adicionais                | Não Creditado Direct-to-video | Roteiro      |
| 2005 | Geppetto's Secret                           | Philip Screwdriver              |                               | Roteiro      |
| 2008 | Justice League: The New Frontier            | The Guardian                    |                               | [ 6 ]        |
| 2011 | All-Star Superman                           | Solaris                         |                               | [ 6 ]        |
| 2011 | Batman: Year One                            | Harvey Dent                     |                               | [ 6 ]        |
| 2012 | Justice League: Doom                        | Alfred                          |                               | [ 6 ]        |
| 2012 | Superman vs. The Elite                      | Manchester Black                |                               | Roteiro      |
| 2013 | Batman: The Dark Knight Returns, Part 2     | Oliver Queen                    |                               | [ 6 ]        |
| 2013 | Lego Marvel Super Heroes: Maximum Overload  | Abomination                     |                               | [ 6 ]        |
| 2013 | Iron Man & Hulk: Heroes United              | Dr. Fump, Abomination           |                               | [ 6 ]        |
| 2014 | Postman Pat: The Movie                      | Simon Cowbell                   |                               | Roteiro      |
| 2014 | Iron Man & Captain America: Heroes United   | Dr. Fump, Computer Voice 2      |                               | [ 6 ]        |
| 2015 | Batman vs. Robin                            | Grandmaster                     |                               | [ 6 ]        |
| 2016 | Batman: Bad Blood                           | The Mad Hatter / Jervis Tetch   |                               | [ 6 ]        |
| 2016 | Batman: The Killing Joke                    | Detective Bullock               |                               | Roteiro      |
| 2017 | Batman and Harley Quinn                     | Rhino                           |                               | [ 6 ]        |
| 2020 | Mortal Kombat Legends: Scorpion's Revenge   | Kano, Shinnok                   |                               | [ 6 ] [ 18 ] |
| 2021 | Batman: Soul of the Dragon                  | Schlangenfaust                  |                               |              |
| 2021 | Batman: The Long Halloween Part Two         | Scarecrow, Thomas Wayne         |                               | [ 19 ]       |
| 2021 | Mortal Kombat Legends: Battle of the Realms | Shinnok, Reiko                  |                               | [ 20 ]       |
| 2023 | Justice League; Warworld                    | Mongul                          |                               | [ 21 ]       |

#### Shows de televisão
| Ano  | Título               | Papel               | Notas       | Referência                 |
| ---- | -------------------- | ------------------- | ----------- | -------------------------- |
| 2020 | The Umbrella Academy | AJ Carmichael (voz) | 2 episódios | [ 6 ] [ 22 ] [ 23 ] [ 24 ] |

#### Animação
| Ano       | Título                                 | Papel                                                      | Notas                                                         |
| --------- | -------------------------------------- | ---------------------------------------------------------- | ------------------------------------------------------------- |
| 2002      | ChalkZone                              | Vozes adicionais                                           |                                                               |
| 2004      | Evil Con Carne                         | Secret Service #1, Soldier                                 | Ep. "The Mother of All Evils/The HCCBDD"                      |
| 2004      | The Grim Adventures of Billy & Mandy   | Chocolate Sailor #2, Salty Dog, Vendor                     | Ep. "Chocolate Sailor/The Good, the Bad and the Toothless"    |
| 2005      | Stroker and Hoop                       | David Copperfield, vozes adicionais                        |                                                               |
| 2005      | Wiener Park                            | Packy                                                      |                                                               |
| 2006      | Ben 10                                 | Jonah Melville                                             | Ep. "The Krakken"                                             |
| 2006      | Avatar: The Last Airbender             | Captain, Circus Master                                     |                                                               |
| 2006      | Justice League Unlimited               | Gentleman Ghost, Watchtower Ops Tech                       |                                                               |
| 2008      | Ben & Izzy                             | Ibn Batouta                                                | Ep. "Rug of War"                                              |
| 2009-2014 | Star Wars: The Clone Wars              | Cham Syndulla, Jedi Master Ima-Gun-Di, Rush Clovis, others |                                                               |
| 2010      | Batman: The Brave and the Bold         | Firefly, Kobra, Ten-Eyed Man                               |                                                               |
| 2010-2012 | The Avengers: Earth's Mightiest Heroes | Heinrich Zemo, Baron Zemo, Abomination                     |                                                               |
| 2010–2017 | Regular Show                           | Gary, Baby #3, Dr. Kimmy, outros                           |                                                               |
| 2011–2013 | Generator Rex                          | Captain, Dr. Hodgson, Reddick, Sir Anthony Haden-Scott     |                                                               |
| 2011      | Ben 10: Ultimate Alien                 | Sir Cyrus, Night Nurse, outros                             |                                                               |
| 2011      | Meet the Medic                         | Medic                                                      | Curta animado de Team Fortress 2                              |
| 2011–2012 | Thundercats                            | Mumm-Ra, Addicus, Captain Koinelius Tunar, others          |                                                               |
| 2012      | Scooby-Doo! Spooky Games               | Fortius, Anunciante, vozes adicionais                      | Curta                                                         |
| 2013      | Green Lantern: The Animated Series     | Gil Broome, Steam Lantern                                  | Ep. "Steam Lantern"                                           |
| 2013–2015 | Hulk and the Agents of S.M.A.S.H.      | Annihilus, Abomination, Mister Fantastic                   |                                                               |
| 2013–2017 | Avengers Assemble                      | Glorian, Baron Strucker                                    | 3 episódios                                                   |
| 2013      | Monsters vs. Aliens                    | Academic Dr. Cockroach, Party Dr. Cockroach                | Ep. "The Two Faces of Dr. Cockroach/The Thing with One Brain" |
| 2014      | King Star King                         | Narrador, Chunkles                                         |                                                               |
| 2014      | Sofia the First                        | Chef Andre, Sir Finnegan, Fisherman                        | 7 episódios                                                   |
| 2014      | Beware the Batman                      | Deathstroke, Man-Bat, others                               | 6 episódios                                                   |
| 2014      | Expiration Date                        | Medic                                                      | Curta animado de Team Fortress 2                              |
| 2014      | The Tom and Jerry Show                 | Large Marvin, Magic Mirror                                 |                                                               |
| 2014–2017 | The Strain                             | The Master (voice)                                         |                                                               |
| 2015      | Randy Cunningham: 9th Grade Ninja      | Red Vest Punk Bot                                          | Episode: "Escape from Scrap City" Replacing Billy Idol        |
| 2015      | Ultimate Spider-Man                    | Annihilus, Abomination                                     |                                                               |
| 2016      | Star Wars Rebels                       | Cham Syndulla                                              | 2 episódios                                                   |
| 2016      | Clarence                               | Fartholomew                                                | Ep. "The Tails of Mardrynia"                                  |
| 2016–2018 | Voltron: Legendary Defender            | Former Galra Prisoner, Haxus, Shay's Father                |                                                               |
| 2017      | Be Cool, Scooby-Doo!                   | Francis, Bellington, Male Police Officer                   | Eps. "Some Fred Time" & "Renn Scare"                          |
| 2017      | Transformers: Robots in Disguise       | Flamesnort, Jacknab, Pilfer                                | Eps. "Get a Clue" & "The Golden Knight"                       |
| 2017–2019 | Ben 10                                 | Hex                                                        |                                                               |
| 2017–2020 | DuckTales                              | Falcon Graves                                              | 2 episódios                                                   |
| 2019      | Guardians of the Galaxy                | Serpent                                                    |                                                               |
| 2019      | Forky Asks a Question                  | Mr. Pricklepants                                           |                                                               |
| 2020      | Glitch Techs                           | Male Gauntlet Voice                                        | 2 episódios                                                   |
| 2020      | The Simpsons                           | Pubgoers, Londoners                                        | Episódio: "The 7 Beer Itch"                                   |
| 2021      | The Simpsons                           | MI5 Agents                                                 | Episódio: "The Man from G.R.A.M.P.A."                         |
| 2021      | Star Wars: The Bad Batch               | Cham Syndulla                                              | 2 episódios                                                   |
| 2021      | Arcane                                 | Burly Henchman                                             | Episódio: "Happy Progress Day!"                               |
| 2022      | Cars on the Road                       | Voz adicional                                              | 4 episódios                                                   |
| 2022      | Dogs in Space                          | Surgill                                                    | Episódio: "Who Wants a Treaty?"                               |

### Videogames
| Ano       | Título                                                     | Papel | Notas                                                    | Referência          |
| --------- | ---------------------------------------------------------- | --- | -------------------------------------------------------- | ------------------- |
| 2002      | The Mark of Kri                                            | Ganguun |                                                          | Roteiro             |
| 2002      | X-Men: Next Dimension                                      | Cyclops/Scott Summers, Pyro                                                                                       |                                                          | Roteiro             |
| 2002      | Star Wars: Bounty Hunter                                   | Supply Ship Co-Pilot                                                                                              |                                                          | Roteiro             |
| 2003      | Rainbow Six 3: Raven Shield                                | Gutierrez |                                                          | Roteiro             |
| 2003      | Star Wars: Knights of the Old Republic                     | Griff Vao, Mekel, Vulkar Mechanic                                                                                 |                                                          | Roteiro             |
| 2003      | Lionheart: Legacy of the Crusader                          | William Shakespeare, vozes adicionais                                                                             |                                                          | Roteiro             |
| 2003      | Alter Echo                                                 | Paavo |                                                          | Roteiro             |
| 2003      | Star Wars Rogue Squadron III: Rebel Strike                 | Sarkli, Rebel Soldier 1, Stormtrooper 2, Commander 3, Wingman 4                                                   |                                                          | Roteiro             |
| 2003      | Gladius                                                    | All Warriors |                                                          | Roteiro             |
| 2003      | The Lord of the Rings: War of the Ring                     | Legolas, Elven Lightbearer                                                                                        |                                                          | Roteiro             |
| 2003      | Battlestar Galactica                                       | Ensign Adama |                                                          | Roteiro             |
| 2003      | Fatal Frame II: Crimson Butterfly                          | Masumi Makimura, Man killed by Kusabi, Puppetmaster, Villager, vozes adicionais                                   | Dublagem em inglês                                       | Roteiro             |
| 2003      | Lords of Everquest                                         | High Elf Cleric, Hathnul                                                                                          |                                                          | Roteiro             |
| 2004      | Ninja Gaiden                                               | Gamov | Dublagem em inglês                                       | [ 6 ]               |
| 2004      | Onimusha Blade Warriors                                    | Samanosuke Akechi                                                                                                 | Dublagem em inglês                                       | [ 6 ]               |
| 2004      | Onimusha 3: Demon Siege                                    | Hidemitsu Samanosuke Akechi                                                                                       | Dublagem em inglês                                       | [ 6 ] [ 28 ]        |
| 2004      | Tales of Symphonia                                         | Altessa, Botta, Origin                                                                                            | Dublagem em inglês                                       | Roteiro             |
| 2004      | Call of Duty: United Offensive                             | Major Ingram |                                                          | [ 6 ]               |
| 2004      | Gungrave: Overdose                                         | Garino Creale Corsione, Hotel Manager                                                                             | Dublagem em inglês                                       | [ 29 ]              |
| 2004      | X-Men Legends                                              | Cyclops, Pyro |                                                          | [ 6 ]               |
| 2004      | The Bard's Tale                                            | Vozes adicionais                                                                                                  |                                                          | [ 30 ]              |
| 2004      | Halo 2                                                     | Prophet of Regret                                                                                                 |                                                          | [ 6 ]               |
| 2004      | Call of Duty: Finest Hour                                  | Carlysle, Russian Captain                                                                                         |                                                          | Roteiro             |
| 2004      | Vampire: The Masquerade – Bloodlines                       | Trip, Copper, Phil, Boris, Brother Kanker                                                                         |                                                          |                     |
| 2004      | Forgotten Realms: Demon Stone                              | Drizzt Do'Urden, Male Elf #1, Male Elf #2                                                                         |                                                          | Roteiro             |
| 2004      | Metal Gear Solid 3: Snake Eater                            | Soldier | Dublagem em inglês                                       | [ 6 ]               |
| 2004      | Prince of Persia: Warrior Within                           | The Prince |                                                          | Roteiro             |
| 2004      | Star Wars: Knights of the Old Republic II – The Sith Lords | Nikko, vozes adicionais                                                                                           |                                                          | Roteiro             |
| 2005      | The Punisher                                               | Snowblind, Stillwell, Republic #2, Soldier #2, Prison #2                                                          |                                                          | Roteiro             |
| 2005      | Project Snowblind                                          | Sgt. Stilwell |                                                          | Roteiro             |
| 2005      | Rise of the Kasai                                          | Ganguun Priest |                                                          | Roteiro             |
| 2005      | Jade Empire                                                | Sagacious Zu, Bladed Thesis, Thug, Slimy Merchant                                                                 |                                                          | Roteiro             |
| 2005      | Guild Wars                                                 | Prince Rurik of Ascalon                                                                                           |                                                          | Roteiro             |
| 2005      | Haunting Ground                                            | Young Lorenzo, Middle Lorenzo                                                                                     | Dublagem em inglês                                       | Roteiro             |
| 2005      | Rainbow Six: Lockdown                                      | Dieter Weber, Jamamurad                                                                                           |                                                          | Roteiro             |
| 2005      | Fantastic Four                                             | Classic Mr. Fantastic, additional voices                                                                          |                                                          | Roteiro             |
| 2005      | Killer7                                                    | Hiro Kasai | Dublagem em inglês                                       | Roteiro             |
| 2005      | Dungeons & Dragons: Dragonshard                            | Kael, Silverblade                                                                                                 |                                                          | Roteiro             |
| 2005      | The Matrix: Path of Neo                                    | Merovingian, Agent Thompson                                                                                       |                                                          | Roteiro             |
| 2005      | Gun                                                        | Hootie, Fat Sam                                                                                                   |                                                          | Roteiro             |
| 2005      | SOCOM U.S. Navy SEALs: Fireteam Bravo                      | Underwood |                                                          | Roteiro             |
| 2005      | Kingdom of Paradise                                        | Genmei, Lei Gai                                                                                                   | Dublagem em inglês                                       | Roteiro             |
| 2006      | Star Wars: Empire at War                                   | Grand Admiral Thrawn, Noghri                                                                                      |                                                          | Roteiro             |
| 2006      | Metal Gear Solid 3: Subsistence                            | Soldiers | Dublagem em inglês                                       | Roteiro             |
| 2006      | Rainbow Six: Critical Hour                                 | Dieter Weber |                                                          | Roteiro             |
| 2006      | The Outfit                                                 | Pere Francois |                                                          | Roteiro             |
| 2006      | Kingdom Hearts II                                          | Luxord | Dublagem em inglês também em Kingdom Hearts II Final Mix | [ 6 ]               |
| 2006      | X-Men: The Official Game                                   | Sabretooth, Sentinel                                                                                              |                                                          | Roteiro             |
| 2006      | Dirge of Cerberus: Final Fantasy VII                       | Genesis Rhapsodos                                                                                                 | Dublagem em inglês                                       | [ 6 ]               |
| 2006      | Ninety-Nine Nights                                         | Syumertt |                                                          | Roteiro             |
| 2006      | Yakuza                                                     | Jingu | Dublagem em inglês                                       | [ 6 ]               |
| 2006      | Open Season                                                | Beaver, Hunter 3                                                                                                  |                                                          | Roteiro             |
| 2006      | Baten Kaitos Origins                                       | Seph | Dublagem em inglês                                       | [ 6 ]               |
| 2006      | Just Cause                                                 | Rico Rodriguez |                                                          | Roteiro             |
| 2006      | Destroy All Humans! 2                                      | Agent Oranchov, Hippies, vozes adicionais                                                                         |                                                          | Roteiro             |
| 2006      | Marvel: Ultimate Alliance                                  | Dark Cyclops, Dr. Bruce Banner, Crimson Dynamo                                                                    |                                                          | Roteiro             |
| 2006      | Star Wars: Empire at War: Forces of Corruption             | Grand Admiral Thrawn, vozes adicionais                                                                            |                                                          | Roteiro             |
| 2006      | Guild Wars Nightfall                                       | Goren, vozes adicionais                                                                                           |                                                          | [ 42 ]              |
| 2006      | Gears of War                                               | Minh Young Kim, Old Man Stranded, KR-25 Pilot                                                                     |                                                          | [ 6 ]               |
| 2006      | SOCOM U.S. Navy SEALs: Combined Assault                    | CIA Agent Underwood                                                                                               |                                                          | Roteiro             |
| 2006      | SOCOM U.S. Navy SEALs: Fireteam Bravo 2                    | Alec |                                                          | Roteiro             |
| 2006      | Spider-Man: Battle for New York                            | Steve Rogers / Captain America, Ben Urich                                                                         |                                                          | Roteiro             |
| 2006      | Resistance: Fall of Man                                    | General Hadley |                                                          | Roteiro             |
| 2006      | Gothic 3                                                   | Milten | Dublagem em inglês                                       | Roteiro             |
| 2006      | Metal Gear Solid: Portable Ops                             | Soviet Soldier, High Officer B                                                                                    | Dublagem em inglês                                       | [ 6 ]               |
| 2007      | Ghost Rider                                                | Blackheart, Demon Biker                                                                                           |                                                          | Roteiro             |
| 2007      | Gurumin: A Monstrous Adventure                             | Pierre, Doug | Dublagem em inglês                                       | Roteiro             |
| 2007      | 300: March to Glory                                        | Astinos, Persian Soldier, Spartan                                                                                 |                                                          | Roteiro             |
| 2007      | God of War II                                              | Translator #1 |                                                          | Roteiro             |
| 2007      | S.T.A.L.K.E.R.: Shadow of Chernobyl                        | Duty #1 |                                                          | Roteiro             |
| 2007      | Lair                                                       | Rohn Partridge |                                                          | Roteiro             |
| 2007      | Enemy Territory: Quake Wars                                | Medic, Strogg |                                                          | [ 45 ]              |
| 2007      | Spider-Man: Friend or Foe                                  | Quentin Beck / Mysterio                                                                                           |                                                          | [ 6 ]               |
| 2007      | Syphon Filter: Logan's Shadow                              | Dane Bishop |                                                          | Roteiro             |
| 2007      | Final Fantasy Tactics: The War of the Lions                | Delita Heiral |                                                          | Roteiro             |
| 2007      | Team Fortress 2                                            | Medic, Medic's "Second Opinion", Archimedes The Undying                                                           |                                                          | [ 6 ]               |
| 2007      | Ratchet & Clank Future: Tools of Destruction               | Captain Slag | Não creditado                                            | [ 6 ]               |
| 2007      | Pirates of the Caribbean Online                            | Davy Jones | Não creditado                                            | Roteiro             |
| 2007      | Uncharted: Drake's Fortune                                 | Atoq Navarro | motion capture                                           | [ 6 ] [ 47 ]        |
| 2007      | Mass Effect                                                | Sebastian Van Heerden, Salarian, Turian                                                                           |                                                          | Roteiro             |
| 2008      | Kingdom Under Fire: Circle of Doom                         | Idol of Death, Curian                                                                                             |                                                          | Roteiro             |
| 2008      | No More Heroes                                             | Travis Touchdown                                                                                                  |                                                          | [ 6 ]               |
| 2008      | God of War: Chains of Olympus                              | Messenger | Não creditado                                            | Roteiro             |
| 2008      | Ninja Gaiden II                                            | Alexei, Changeling Dragon, Fiend, Bird, Wolf, Lizard                                                              | Dublagem em inglês                                       | [ 6 ]               |
| 2008      | Hellboy: The Science of Evil                               | Scott Jr., vozes adicionais                                                                                       |                                                          | Roteiro             |
| 2008      | Too Human                                                  | Wolf Rookie, Wolf Leader, Wolf Trooper #1                                                                         |                                                          | [ 48 ]              |
| 2008      | Ratchet & Clank Future: Quest for Booty                    | Captain Slag |                                                          | Roteiro             |
| 2008      | S.T.A.L.K.E.R.: Clear Sky                                  | Duty, vozes adicionais                                                                                            | Dublagem em inglês                                       | Roteiro             |
| 2008      | Spider-Man: Web of Shadows                                 | Moon Knight, vozes adicionais                                                                                     |                                                          | [ 6 ]               |
| 2008      | Resistance 2                                               | Daedelus, Infected Nathan Hale                                                                                    | Não creditado                                            | Roteiro             |
| 2008      | Valkyria Chronicles                                        | Faldio Landzaat                                                                                                   | Dublagem em inglês                                       | [ 6 ]               |
| 2008      | Gears of War 2                                             | Minh Young Kim, Henny, Chaps, Skorge, Kantus                                                                      |                                                          | [ 6 ]               |
| 2008      | Destroy All Humans! Path of the Furon                      | Endometriosis, Soldier                                                                                            |                                                          | Roteiro             |
| 2008      | The Rise of the Argonauts                                  | Skiav, Ionian Mercenary, Cultist                                                                                  |                                                          | Roteiro             |
| 2009      | Halo Wars                                                  | Prophet of Regret, Spirit Officer, Pilot                                                                          |                                                          | [ 6 ]               |
| 2009      | MadWorld                                                   | Operator A, Kojack                                                                                                | Dublagem em inglês                                       | [ 6 ]               |
| 2009      | Resistance: Retribution                                    | James Grayson |                                                          | Roteiro             |
| 2009      | Stormrise                                                  | Aiden Geary |                                                          | Roteiro             |
| 2009      | Bionic Commando                                            | Thomas "Sniper" Clarke, FSA Recon Pilot                                                                           |                                                          | [ 6 ]               |
| 2009      | inFAMOUS                                                   | Lawyer, Homeless Man                                                                                              |                                                          | Roteiro             |
| 2009      | Kingdom Hearts 358/2 Days                                  | Luxord | Dublagem em inglês Arquivo                               | [ 6 ]               |
| 2009      | G.I. Joe: The Rise of Cobra                                | Destro, Dr. Burkhart                                                                                              |                                                          | [ 6 ]               |
| 2009      | Shadow Complex                                             | Paramilitaries | Dublagem em inglês                                       | Roteiro             |
| 2009      | Wolfenstein                                                | Deathshead |                                                          | Roteiro             |
| 2009      | Ninja Gaiden Sigma 2                                       | Alexei | Dublagem em inglês                                       | Roteiro             |
| 2009      | Dreamkiller                                                | Hell Angel, Rescue Worker                                                                                         |                                                          | Roteiro             |
| 2009      | Brütal Legend                                              | Fletus, Warfathers                                                                                                |                                                          | [ 6 ]               |
| 2009      | Uncharted 2: Among Thieves                                 | Tenzin, Atoq Navarro (multiplayer), Serbian Soldiers                                                              | Motion capture apenas para Tenzin                        | [ 6 ]               |
| 2009      | Ratchet & Clank Future: A Crack in Time                    | Captain Slag |                                                          | Roteiro             |
| 2009      | Jak and Daxter: The Lost Frontier                          | Phoenix, Lieutenant, Shady Pirate                                                                                 |                                                          | [ 6 ]               |
| 2009      | Dragon Age: Origins                                        | Ademaro, Orzammar Entrance Guard, Proving Trainer, Bhelen Crier, Orzammar Noble, Tapster's Patron, Orzammar Guard |                                                          | Roteiro             |
| 2009      | Avatar: The Game                                           | Na'vi, RDA |                                                          | Roteiro             |
| 2009      | The Saboteur                                               | Sean Devlin | motion capture                                           | [ 6 ] [ 47 ]        |
| 2010      | No More Heroes 2: Desperate Struggle                       | Travis Touchdown                                                                                                  |                                                          | [ 6 ]               |
| 2010      | Final Fantasy XIII                                         | Coccoon Inhabitants                                                                                               | Dublagem em inglês                                       | Roteiro             |
| 2010      | Warhammer 40,000: Dawn of War II – Chaos Rising            | Backstabba, Commando Nob, Ork Boy                                                                                 |                                                          | [ 6 ]               |
| 2010      | Resonance of Fate                                          | Garigliano Soldier – Jean                                                                                         | Dublagem em inglês                                       | [ 6 ] [ 51 ]        |
| 2010      | Lost Planet 2                                              | Mercenary, vozes adicionais                                                                                       |                                                          | Roteiro             |
| 2010      | Metal Gear Solid: Peace Walker                             | Kazuhira Miller                                                                                                   | Dublagem em inglês                                       | [ 6 ] [ 52 ]        |
| 2010      | Clash of the Titans                                        | Ixas, Soldiers, Townspeople                                                                                       |                                                          | [ 6 ]               |
| 2010      | StarCraft II: Wings of Liberty                             | Science Vessel, Hercules, vozes adicionais                                                                        |                                                          | [ 6 ]               |
| 2010      | Kane & Lynch 2: Dog Days                                   | Driver, Squad Henchman                                                                                            |                                                          | Roteiro             |
| 2010      | Valkyria Chronicles II                                     | Faldio Landzaat                                                                                                   | Dublagem em inglês                                       | Roteiro             |
| 2010      | Fallout: New Vegas                                         | Super Mutant, Deputy Beagle, Mr Gutsy Robots, Creature Mutants, Ironbelly, vozes adicionais                       |                                                          | [ 6 ]               |
| 2010      | Tron Evolution: Battle Grids                               | Kalev | Não creditado                                            | [ 53 ]              |
| 2010      | Blur                                                       | Morrissey | Cutscene não utilizada                                   | [ 54 ]              |
| 2011      | Bulletstorm                                                | Doc Oliver, Novak, Skulls                                                                                         |                                                          | [ 6 ]               |
| 2011      | Warhammer 40,000: Dawn of War II – Retribution             | Imperial Guard's Voice of God, Kommando, Krusha, Warboss                                                          |                                                          | [ 6 ]               |
| 2011      | Dragon Age II                                              | Keran, Jansen, vozes adicionais                                                                                   |                                                          | Roteiro             |
| 2011      | Thor: God of Thunder                                       | Mangog, Frost Giant                                                                                               |                                                          | [ 6 ]               |
| 2011      | Hunted: The Demon's Forge                                  | Wargar, Minotaur, vozes adicionais                                                                                |                                                          | [ 6 ]               |
| 2011      | F.E.A.R. 3                                                 | Michael Becket |                                                          |                     |
| 2011      | Resistance 3                                               | Joseph Capelli | substituindo David Boat motion capture                   | Roteiro             |
| 2011      | Gears of War 3                                             | Locust Kantus, Locust Boomer, Male Former                                                                         |                                                          | Roteiro             |
| 2011      | Ratchet & Clank: All 4 One                                 | Dr. Frumpus Croid                                                                                                 |                                                          | [ 6 ]               |
| 2011      | Uncharted 3: Drake's Deception                             | Talbot, Atoq Navarro (multiplayer)                                                                                | motion capture                                           | [ 6 ] [ 47 ]        |
| 2011      | Call of Duty: Modern Warfare 3                             | Nikolai |                                                          | [ 59 ]              |
| 2011      | The Elder Scrolls V: Skyrim                                | Brynjolf |                                                          | [ 6 ]               |
| 2011      | Saints Row: The Third                                      | The Boss (Male Voice 3)                                                                                           |                                                          | [ 6 ]               |
| 2011      | Uncharted: Golden Abyss                                    | Vincent Perez, Mercenary, Thug                                                                                    |                                                          | [ 6 ]               |
| 2011      | Star Wars: The Old Republic                                | Various voices |                                                          | Roteiro             |
| 2012      | Asura's Wrath                                              | Yasha | Dublagem em inglês                                       | [ 6 ]               |
| 2012      | Resident Evil: Operation Raccoon City                      | Dee-Ay |                                                          | [ 6 ]               |
| 2012      | Armored Core V                                             | Neon, Men of Honor Unit D, Zodiac No. 4                                                                           |                                                          | [ 60 ]              |
| 2012      | Starhawk                                                   | Rifter 41 |                                                          | [ 6 ]               |
| 2012      | Diablo III                                                 | Male Demon Hunter                                                                                                 |                                                          | [ 6 ]               |
| 2012      | Darksiders II                                              | The Archon |                                                          | [ 6 ]               |
| 2012      | Guild Wars 2                                               | Warrior |                                                          | Roteiro             |
| 2012      | Assassin's Creed III                                       | George Washington                                                                                                 |                                                          | [ 6 ]               |
| 2012      | Transformers: Prime – The Game                             | Thunderwing |                                                          | [ 6 ]               |
| 2012      | Guardians of Middle-earth                                  | Bilbo Baggins |                                                          | [ 34 ]              |
| 2013      | Sly Cooper: Thieves in Time                                | Coyote Guard |                                                          | Roteiro             |
| 2013      | Tomb Raider                                                | Captain Conrad Roth                                                                                               |                                                          | [ 6 ]               |
| 2013      | God of War: Ascension                                      | Scribe of Hecatonchires                                                                                           |                                                          | [ 6 ]               |
| 2013      | Gears of War: Judgment                                     | Jack (Automated Voice), Crazy Radio Announcer, House (Automated Voice)                                            |                                                          | [ 61 ]              |
| 2013      | Marvel Heroes                                              | Dormammu, Grim Reaper, Moon Knight                                                                                |                                                          | [ 6 ]               |
| 2013      | The Last of Us                                             | Robert | motion capture                                           | [ 6 ]               |
| 2013      | Saints Row IV                                              | The Boss (Male Voice 3)                                                                                           |                                                          | [ 6 ]               |
| 2013      | Kingdom Hearts HD 1.5 Remix                                | Luxord | Dublagem em inglês                                       | Roteiro             |
| 2013      | Skylanders: Swap Force                                     | Hoot Loop |                                                          | Roteiro             |
| 2013      | Lego Marvel Super Heroes                                   | Rhino, Aldrich Killian, Arnim Zola, Punisher, Union Jack                                                          |                                                          | Roteiro             |
| 2013      | Batman: Arkham Origins                                     | Penguin's Enforcer, vozes adicionais                                                                              |                                                          | Roteiro             |
| 2014      | Metal Gear Solid V: Ground Zeroes                          | Kazuhira Miller                                                                                                   | Dublagem em inglês facial capture                        | [ 6 ]               |
| 2014      | Diablo III: Reaper of Souls                                | Cort, Demon Hunter (Male)                                                                                         |                                                          | [ 63 ]              |
| 2014      | Bound by Flame                                             | Vulcan |                                                          | [ 64 ] [ 65 ]       |
| 2014      | WildStar                                                   | Nazrek the Progenitor, Councilor Vaelen, Clanlord Makaza, Mordechai Redmoon, Draken Male, Luminai Male            |                                                          | [ 66 ]              |
| 2014      | Skylanders: Trap Team                                      | Blades, Hoot Loop                                                                                                 |                                                          | Roteiro             |
| 2014      | Lego Batman 3: Beyond Gotham                               | Alfred Pennyworth, Captain Cold, Deadshot, Firefly, Manchester Black, Heatwave                                    |                                                          | Roteiro             |
| 2014–2015 | Game of Thrones                                            | Lord Gregor Forrester, Duncan Tuttle, Andros                                                                      |                                                          | [ 69 ] [ 70 ]       |
| 2015      | Saints Row: Gat out of Hell                                | The President of the United States                                                                                |                                                          | [ 6 ]               |
| 2015      | Infinite Crisis                                            | Gaslight Batman                                                                                                   |                                                          | [ 71 ]              |
| 2015      | Batman: Arkham Knight                                      | Officer Hargrave, Harley Thugs, Joker Thugs, Officer Boulden                                                      |                                                          | [ 72 ]              |
| 2015      | Disney Infinity 3.0                                        | Death Watch Commando, Imperial Officer, Race Announcer, Stormtrooper                                              |                                                          | [ 73 ]              |
| 2015      | Mad Max                                                    | Deep Friah |                                                          | [ 74 ]              |
| 2015      | Metal Gear Solid V: The Phantom Pain                       | Kazuhira Miller                                                                                                   | Dublagem em inglês facial capture                        | [ 6 ] [ 75 ]        |
| 2015      | Skylanders: SuperChargers                                  | Blades, Hoot Loop                                                                                                 |                                                          | [ 76 ]              |
| 2015      | Lego Dimensions                                            | Alfred Pennyworth, ACU Trooper                                                                                    |                                                          | [ 77 ]              |
| 2015      | Halo 5: Guardians                                          | Spartan Leader |                                                          | [ 78 ]              |
| 2016      | Uncharted 4: A Thief's End                                 | Hector Alcazar, Atoq Navarro (multiplayer), Talbot (multiplayer)                                                  | motion capture                                           | [ 6 ] [ 79 ] [ 80 ] |
| 2016      | Edge of Nowhere                                            | Victor Howard |                                                          | [ 81 ]              |
| 2016      | Gears of War 4                                             | Minh Young Kim |                                                          | [ 6 ]               |
| 2016      | World of Final Fantasy                                     | Diabolos |                                                          | [ 6 ]               |
| 2017      | For Honor                                                  | Gudmundr Branson                                                                                                  |                                                          | [ 6 ]               |
| 2017      | Batman: The Enemy Within                                   | The Riddler |                                                          | [ 6 ]               |
| 2017      | Middle-earth: Shadow of War                                | Nemesis Orcs, Humans, Herion                                                                                      |                                                          | [ 82 ]              |
| 2018      | Conan Exiles                                               | Mek-kamoses, The Archivist, vozes adicionais                                                                      |                                                          | [ 6 ] [ 83 ]        |
| 2018      | Destiny 2: Forsaken                                        | Spider |                                                          | [ 84 ]              |
| 2018      | Magic: The Gathering Arena                                 | Dovin Baan |                                                          | [ 85 ]              |
| 2018      | Metal Gear Survive                                         | Kazuhira Miller (facial capture)                                                                                  |                                                          |                     |
| 2018      | Lego DC Super-Villains                                     | Alfred Pennyworth, Gentleman Ghost, WayneTech Assassin                                                            |                                                          | [ 86 ]              |
| 2019      | Travis Strikes Again: No More Heroes                       | Travis Touchdown                                                                                                  |                                                          | [ 6 ] [ 87 ]        |
| 2019      | Kingdom Hearts III                                         | Luxord, Davy Jones                                                                                                | Dublagem em inglês                                       | [ 6 ]               |
| 2019      | Apex Legends                                               | Ballistic (August Montgomery Brinkman)                                                                            | Personagem adicionado na Season 17: Arsenal in 2023      | [ 88 ]              |
| 2019      | Gears 5                                                    | Niles Samson, Speaker, Scion, Warden, NPCs                                                                        |                                                          | [ 6 ]               |
| 2020      | Marvel Ultimate Alliance 3: The Black Order                | Annihilus | Shadow of Doom DLC                                       | [ 6 ]               |
| 2020      | Star Wars: Squadrons                                       | Colonel Gralm | motion capture                                           | [ 89 ]              |
| 2020      | Destiny 2: Beyond Light                                    | Spider, Hector |                                                          | [ 84 ]              |
| 2020      | Twin Mirror                                                | Declan, Nick |                                                          | [ 6 ]               |
| 2021      | Ratchet & Clank: Rift Apart                                | Emperor Nefarious                                                                                                 |                                                          | [ 6 ]               |
| 2021      | No More Heroes III                                         | Travis Touchdown                                                                                                  |                                                          | [ 6 ]               |
| 2022      | Destiny 2: The Witch Queen                                 | Spider |                                                          | [ 84 ]              |
| 2023      | Apex Legends                                               | Ballistic |                                                          |                     |

### Atuação em Live-action

#### Filmes
| Ano  | Título                    | Papel                  | Notas         | Referências   |
| ---- | ------------------------- | ---------------------- | ------------- | ------------- |
| 1998 | The Werewolf Reborn!      | Peter Kranek           |               | [ 90 ] [ 91 ] |
| 2002 | High Voltage              | Gavin P. Templeton III |               | Roteiro       |
| 2002 | Gladiator                 | Marcus Areolus         | Curta         | Roteiro       |
| 2005 | The Great War of Magellan | Extra                  | Curta         | Roteiro       |
| 2008 | Body Of Lies              | News Correspondent     | Não creditado | Roteiro       |
| 2014 | I Know That Voice         | Ele mesmo              | Documentário  | [ 92 ]        |

#### Televisão
| Ano  | Título                      | Papel                 | Notas                                     | Referências          |
| ---- | --------------------------- | --------------------- | ----------------------------------------- | -------------------- |
| 1997 | Buffy the Vampire Slayer    | Machida               | Episódio: "Reptile Boy"                   | Roteiro              |
| 1997 | Babylon 5                   | Byron, Morann         | 9 episódios                               | Roteiro              |
| 1998 | Babylon 5: In the Beginning | Morann                | Filme de televisão                        | Roteiro              |
| 1998 | Beverly Hills, 90210        | Ricardo               | Episódio: "Confession"                    | Roteiro              |
| 1999 | Nash Bridges                | Bruce Jenkel          | Episódio: "Get Bananas"                   | Roteiro              |
| 2000 | Charmed                     | Demon of Illusion     | Episódio: "Chick Flick"                   | Roteiro              |
| 2001 | Titãs                       | Skyler                | Episódio: "Someone Wicked This Way Comes" | Roteiro              |
| 2001 | Angel                       | Pockla                | Não creditado Episódio: "Dead End"        | Roteiro              |
| 2002 | Arli$$                      | Extra                 | Episódio: "Playing It Safe"               | Roteiro              |
| 2003 | Rubbing Charlie             | Packy                 | Filme de televisão                        | Roteiro              |
| 2006 | CSI: Miami                  | Danny Walters         | Episódio: "If Looks Could Kill"           | Roteiro              |
| 2007 | Entourage                   | Photo Shoot Director  | Episódio: "Snow Job"                      | Roteiro              |
| 2008 | In Plain Sight              | Vidonne Gustonne      | Episódio: "Who Shot Jay Arnstein?"        | Roteiro              |
| 2008 | The Starter Wife            | Jeff                  | 3 episódios                               | Roteiro              |
| 2011 | NCIS: Los Angeles           | Capanga de Praga      | Episódio: "Familia"                       | Roteiro              |
| 2011 | Criminal Minds              | Lachlan McDermott     | Episódio: "It Takes a Village"            | Roteiro              |
| 2015 | The World of Steam          | Lord Grey             | Episódio: "The Duelist"                   | [ 93 ] [ 94 ]        |
| 2019 | The Orville                 | Krill Capitão Jackazh | Episódio: "Blood of Patriots"             | [ 95 ] [ 96 ] [ 97 ] |